# Myliusia conica
Myliusia conica är en svampdjursart som först beskrevs av Schmidt 1880.  Myliusia conica ingår i släktet Myliusia och familjen Euretidae.
Artens utbredningsområde är Kuba. Inga underarter finns listade i Catalogue of Life.